# نیژنه‌سوروکینو
نیژنه‌سوروکینو (انگلیسی: Nizhnesorokino) یک شهرک در شهرستان میشکینسکی استان باشقیرستان کشور روسیه است.